# Числа та фігури
Числа та фігури (Зразки математичного мислення) — класична популярна книга з математики Ганса Радемахера та Отто Тепліца.
Назва книги, найпевніш, навіяна віршем «Коли б не числа та фігури...» Новаліса. Книга є першою вдалою спробою пояснити широкому колу читачів, у чому полягає математичне мислення. Вона була першою математичною книгою у багатьох відомих математиків.
Книга складається з 27 етюдів, які зовні не пов'язані між собою і належать до різних розділів математики. Всі розділи дуже елементарні, але досить глибокі, змістовні за використовуваним апаратом та розглянутими задачами.

## Видання
Перше німецьке видання вийшло 1930 року, друге — 1933.
Українською
- Числа і фігури. Пер. укр. за заг. ред. В. О. Тадеєва. — Тернопіль: Навчальна книга — Богдан, 2010. — 320 с.

Англійською
- «The Enjoyment of Math» з одним додатковим розділом видало 1957 року видавництво Принстонського університету. Перевидано кілька разів.

Російською
- Перше видання — 1936 і 1938, видавництво ОНТІ,
- Друге видання — 1962, видавництво ФІЗМАТЛІТ, під редакцією Яглома, вийшло в серії «Бібліотека математичного гуртка».
- Третє видання — 1966, видавництво Наука,
- 4-те видання — 2007, видавництво ЛКІ.

## Відгуки
Першою математичною книгою була «Числа та фігури» Радемахера та Тепліца, у 12 років. Щодня розбирав кілька сторінок.Оригінальний текст (рос.)
Первая математическая книга была «Числа и фигуры» Радемахера и Теплица, в 12 лет. В день разбирал несколько страниц.
Моєю першою зустріччю з математикою, окрім школи, була книжка «Числа та фігури» Радемахера й Тепліца, яку купила мені мама, і вона дуже на мене вплинула. Я не міг зрозуміти більшості того, що читав, але все одно був схвильований.Оригінальний текст (англ.)
My  first  encounter  with  mathematics besides school was a book my mother bought me  called  Numbers  and  Figures by  Rademacher  and Toeplitz, which had a big influence on me. I could not understand most of what I was reading but  I  was  excited  all  the  same.— Інтерв'ю Мартіна Рауссена та Крістіана Скау з Михайлом Громовим